# Heinrich Ernst Ferdinand Guericke
Heinrich Ernst Ferdinand Guericke, född den 25 februari 1803, död den 4 februari 1878, var en tysk luthersk teolog.
Han blev 1829 extra ordinarie professor i Halle. Sedan han anslutit sig till de schlesiska gammallutheranerna 1833 och utsetts till pastor i den lilla separerade lutherska församlingen i Halle 1834, blev han 1835 avsatt från sin professur. I sin kyrkliga verksamhet utsattes han även för trakasserier från den preussiska regeringen. År 1840 återfick han dock professuren. Guericke tillhörde i teologiskt hänseende den yttersta högern, även om han som politiker var verksam i liberal riktning. Åren 1840-62 redigerade han, först tillsammans med Andreas Gottlob Rudelbach, sedan med Franz Delitzsch, "Zeitschrift für die lutherische Theologie und Kirche".